# Banakat
Banakat o Pinakath (sogdià Biunekath = Vila principal) fou una vila situada a la confluència de l'Ilak (modern Ahangaran o Angren) amb el Iaxartes, al sud-est de Taixkent (Uzbekistan). Era una vila comercial de certa importància i no tenia murs defensius.
El 1219 fou conquerida pels mongols i els habitants foren massacrats; si la vila fou destruïda no hi ha constància, però en tot cas en endavant va entrar en decadència; el 1392 es diu que fou reconstruïda per Tamerlà que la va rebatejar Xahrukhiyya, pel nom del seu fill. Fou una fortalesa considerable del segle XV al XVII, però després fou abandonada i va quedar en runes, que encara existeixen sota el nom de Xarkiyya.